# Saint-Just-Luzac
Saint-Just-Luzac is een gemeente in het Franse departement Charente-Maritime (regio Nouvelle-Aquitaine). De plaats maakt deel uit van het arrondissement Rochefort. Saint-Just-Luzac telde op 1 januari 2022 2.100 inwoners.

## Geografie
De oppervlakte van Saint-Just-Luzac bedroeg op 1 januari 2022 47,74 vierkante kilometer; de bevolkingsdichtheid was toen 44 inwoners per km².
De onderstaande kaart toont de ligging van Saint-Just-Luzac met de belangrijkste infrastructuur en aangrenzende gemeenten.

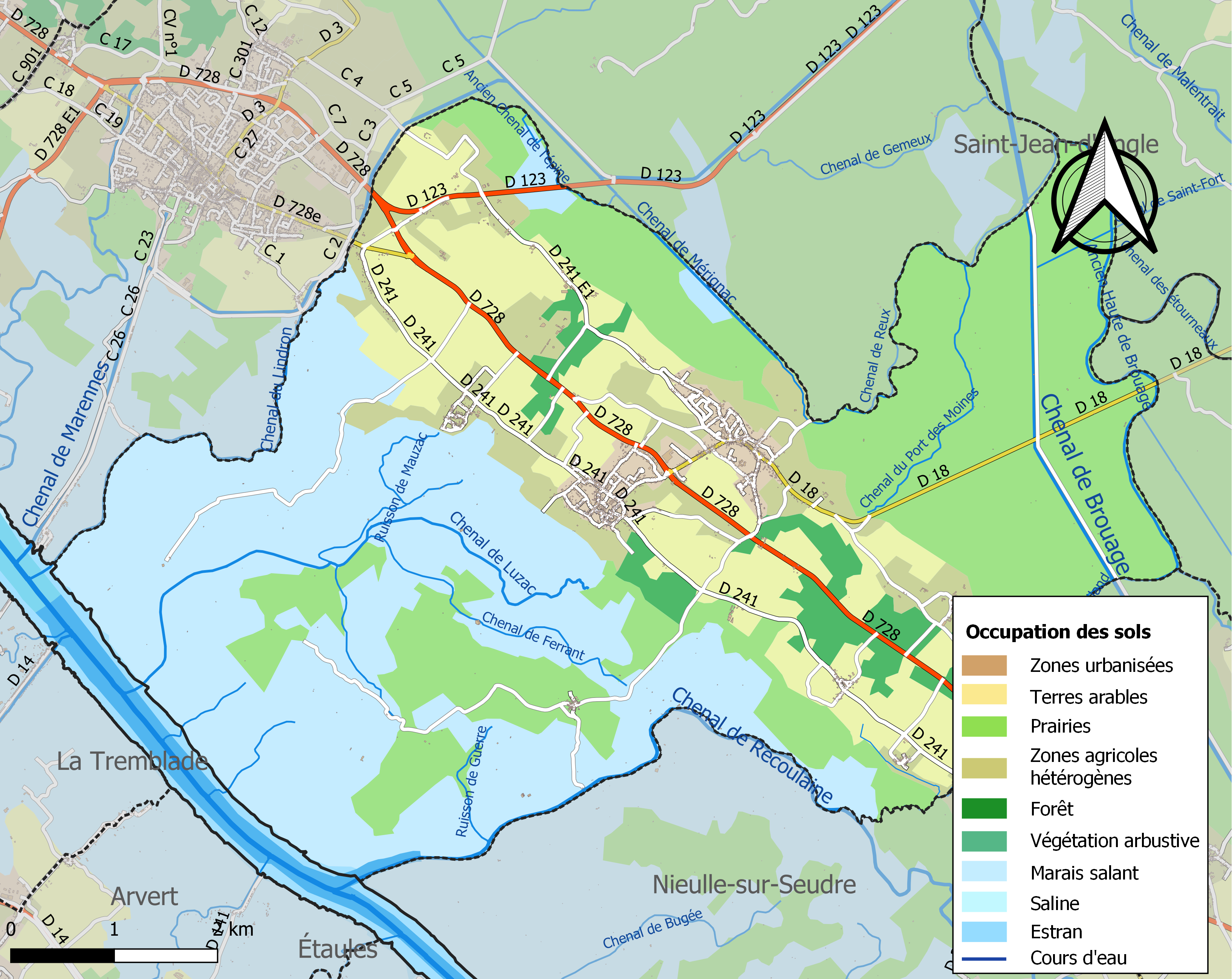

## Demografie
Onderstaande figuur toont het verloop van het inwonertal (bron: INSEE-tellingen).